# Георги Шабов
Георги Пенков Шабов, с псевдоним Йонко, е български партизанин (Горнооряховски партизански отряд), единственият жител на село Караисен, участвал в партизанското движение в България по време на Втората световна война.
Извършва нелегална дейност, поддържа връзка със съмишленици като Сава Дълбоков (Кольо), Тодор Моллов (Сенко), Александър Гечев (Методий), Сава Друмев (Мартин), Надя Панайотова (Радка), Константин Христов (Бойко).

## Биография
Георги Шабов е роден в село Караисен, община Павликени. Израства в средно статистическо селско семейство с отявлени леви идеи. Завършва основното си образование в ОУ „Х. Димитър и Ст. Караджа“ в селото, след което продължава средното си образование като частен ученик в гимназията в град Павликени. Започва военната си служба в 4-ти инженерен полк в Плевен, където завършва технически курс за мотори с вътрешно горене, а впоследствие е преместен в Павликени. Работи като оксиженист и шлосер, а в Караисен за кратко и като келнер.
Ранна нелегална дейност
През 1942 г., още по време на казармения му период, Шабов, заедно с други младежи и съмишленици, организират саботаж на телефонна линия, строяща се за нуждите на германските войски в град Ямбол. По същото време, заедно с Георги Александров от Луковит, създава група, която редовно предава оръжие и боеприпаси на Горнооряховския партизански отряд. През 1943 г. поема ръководството на Работническата младежка организация (РМС) и убеждава една от сестрите си да открият нелегална квартира в дома ѝ. След провал в организационната дейност в селата Батак и Сломер, през пролетта на 1944 г. Шабов преминава в нелегалност.
Партизански отряд
През пролетта на 1944 г. Шабов се присъединява към Горнооряховския партизански отряд, зачислен е като заместник отдельонен командир. Обучава партизани по военно дело. Участва в следните акции на отряда:
- акция на 5 май 1944 г. в с. Горски Сеновец;
- снабдителна акция в мелница източно от гр. Стражица;
- „голямата отбранителна акция“ в края на май 1944 г. – битка на отряда срещу войска, жандармерия, полиция и горнооряховска авиация в Стражишките гори. В тази битка, по сведения, е сред малцината, останали до последно в опит да задържат изпратената войска, докато останалите от отряда се опитват да се изтеглят.[7]

Залавяне и разстрелване
На 30 май 1944 г. Шабов, тежко ранен и предаден за обявена парична награда, е заловен и впоследствие подложен на няколкодневни жестоки мъчения в село Камен и гр. Стражица. Въпреки това 23-годишният младеж не предава другарите си по идеи и заплаща с живота си. Разстрелян е на 11 юни и е погребан в масов гроб заедно с други партизани от отряда.
След 9 септември 1944 г. убитите са разпознати от близки и роднини и са положени в ковчези и погребани в местността Тасладжъ, но по-късно са пренесени по родните им места. До 90-те години на XX век Георги Шабов е погребан в двора на ОУ „Х. Димитър и Ст. Караджа“ в с. Караисен, а след това тленните му останки са пренесени в гробищния парк на селото.

## Посмъртно признание
След 9 септември 1944 г., под ръководството на Отечествения фронт и на БКП, Георги Пенков Шабов е провъзгласен и признат за герой, като борец за свобода, пожертвал живота си в името на партията и народа.
- През 1948 г., по партийна инициатива и с гражданска подкрепа, на мястото на гроба му в двора на ОУ „Х. Димитър и Ст. Караджа“ е поставен бюст-паметник. През 90-те години на ХХ век, заради оскверняването на бюста, близките вземат решение тленните му останки от двора на училището да бъдат преместени и погребани в гробищния парк на Караисен.
- В Павликени Шабов е обявен за патрон на военното поделение и с министерска заповед е зачислен в неговите списъци за вечни времена. В негова чест за известен период от време в поделението е създаден кът.
- През 1952 г., в знак на признателност от името на българския народ, правителството на Народна република България връчва на семейството на Шабов грамота със значка, подписана от министъра на народната отбрана ген.-полк. Петър Панчевски.
- През 1970 г., пред СПУ „Бачо Киро“ – Павликени е поставена скална морена от гранит, на която са вписани имената на възпитаниците на Павликенската гимназия, в това число и на Георги Шабов, загинали в антифашистката борба.
- През 1973 г. родната къща на Георги Шабов в Караисен е превърната в музей, който функционира до 90-те години на ХХ век.
- В знак на признателност към него и делото му, земеделската кооперация и детската градина в село Караисен, за определен период от време, носят името „Георги П. Шабов“.[11]
- Името „Г.П.Шабов“ е изписано на паметна плоча в центъра на село Караисен, редом до други убити и загинали в името на Родината.